# Скопинская керамика

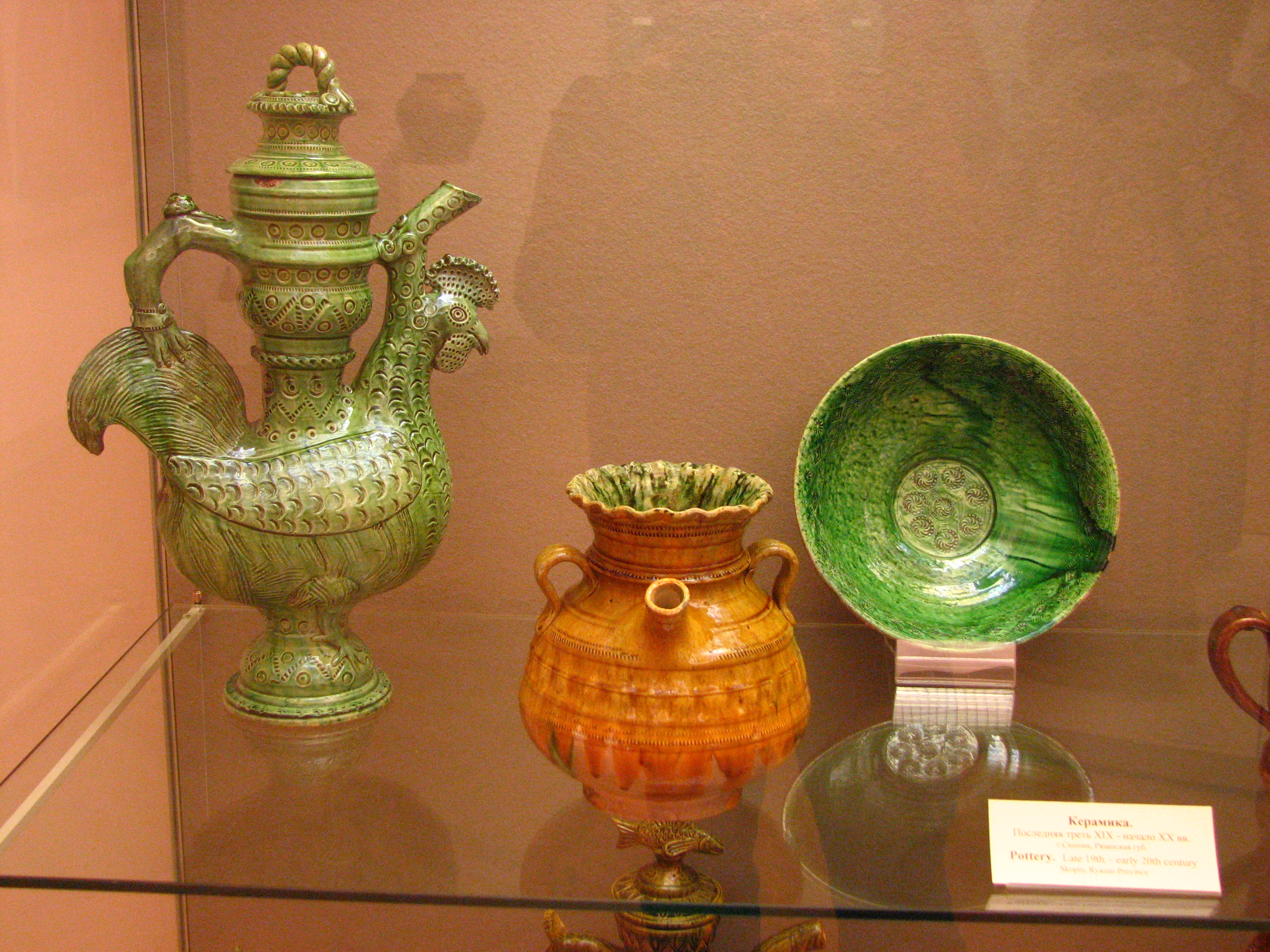
Скопинская керамика

Скопи́нская кера́мика — традиционные русские гончарные изделия, производимые в городе Скопин Рязанской области (Россия).

## История
Возникновению ремесла способствовало наличие залежей глины. Первые письменные источники о гончарном промысле относятся к 1640 году. 
Производство было основано в 1860-х годах крестьянами братьями Оводовыми. Всероссийская известность пришла к промыслу во II половине XIX века. Приостанавливалось производство во время Первой мировой войны и в 1919-е годы. С 1934 года производство возродилось на Скопинской фабрике художественных изделий. В 1969 году на базе артели «Керамик» создана Скопинская фабрика художественной керамики, сейчас — ЗАО «Скопинская художественная керамика» и ЗАО «Скопинский сувенир».

## Изготовление
Детали керамики формировались на ручном станке, затем соединялись жидкой глиной и украшались рельефным и вдавленным орнаментом,  тёмно-коричневой глазурью с добавлением окиси марганца, ярко-зелёной с окисью меди, густо-жёлтой с окисью железа и реже синей кобальтовой. При обжиге крупинки глазури плавились неравномерно, живописно растекаясь. 
Изделия представляют собой кувшины, подсвечники, квасники, кумганы, оправы для каминных часов и декоративную скульптуру малых форм (драконы, кентавры, сказочные львы, фигуры рыб, птиц и домашних животных). Особым был образ птицы Скопы, от имени которой и произошло название города.

## Особенности
Для скопинской керамики характерны сложные силуэты, обусловленные соединением форм посуды с фигурами реальных или сказочных существ.

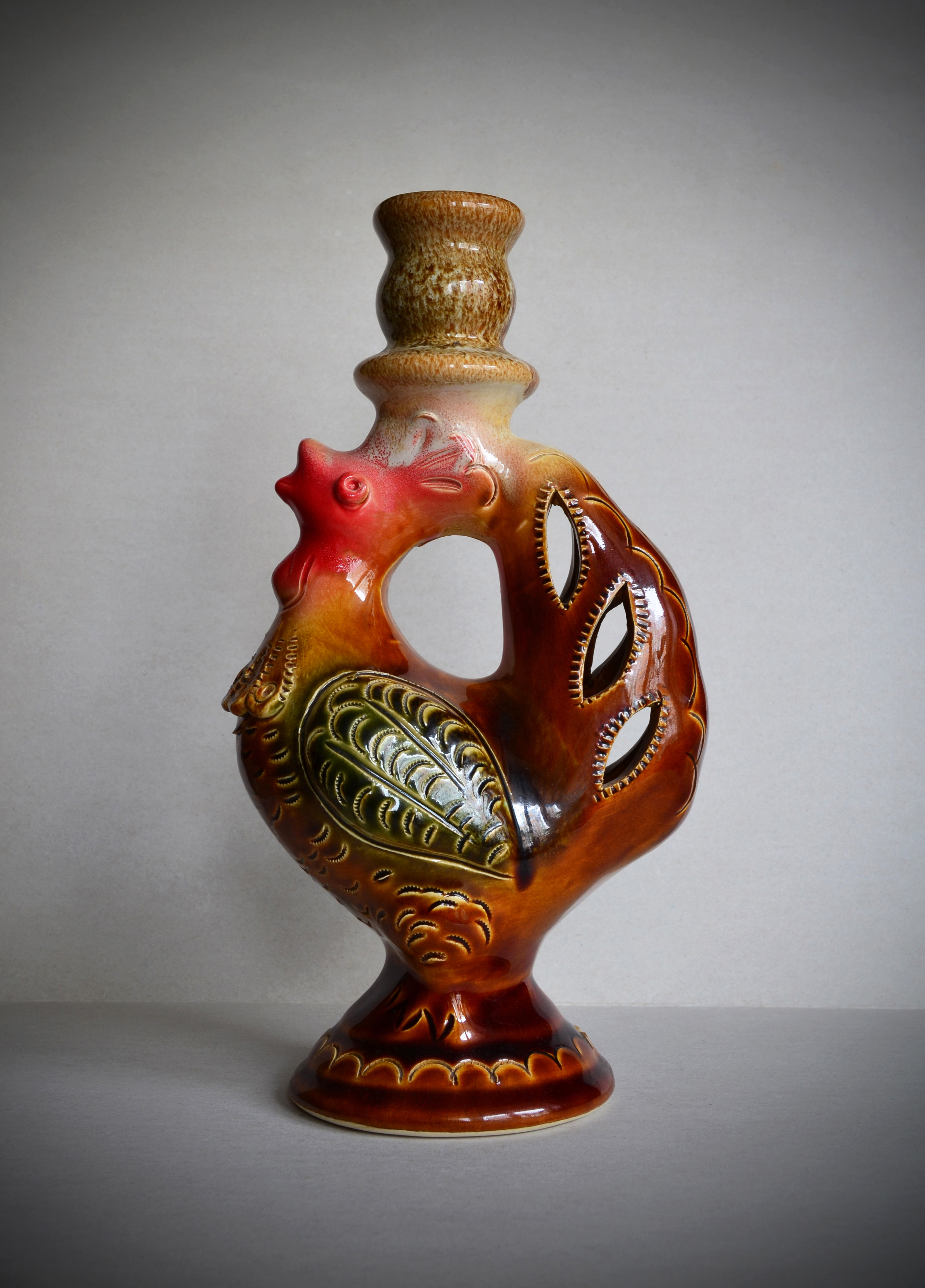
Скопинский подсвечник
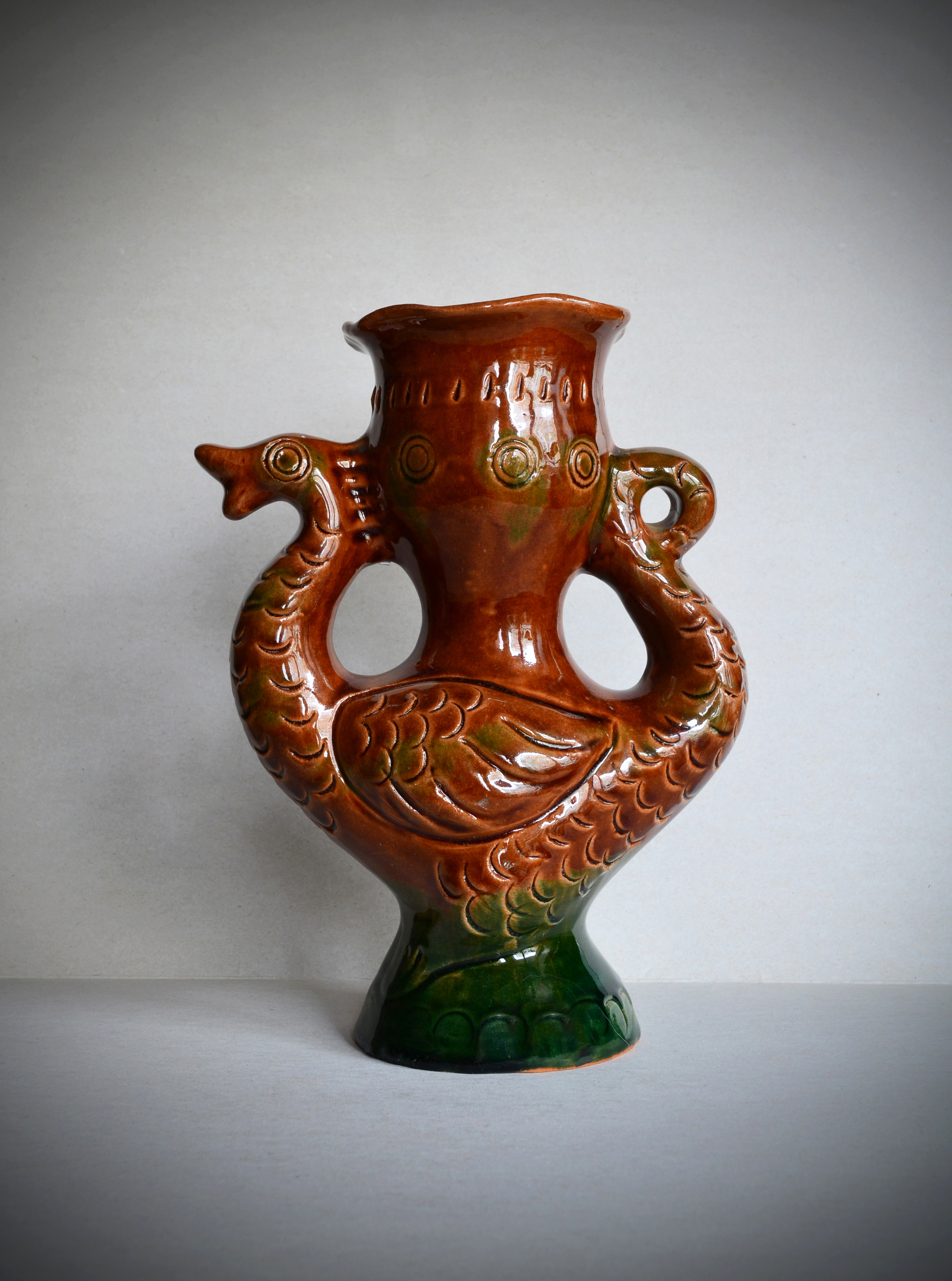
Кувшин
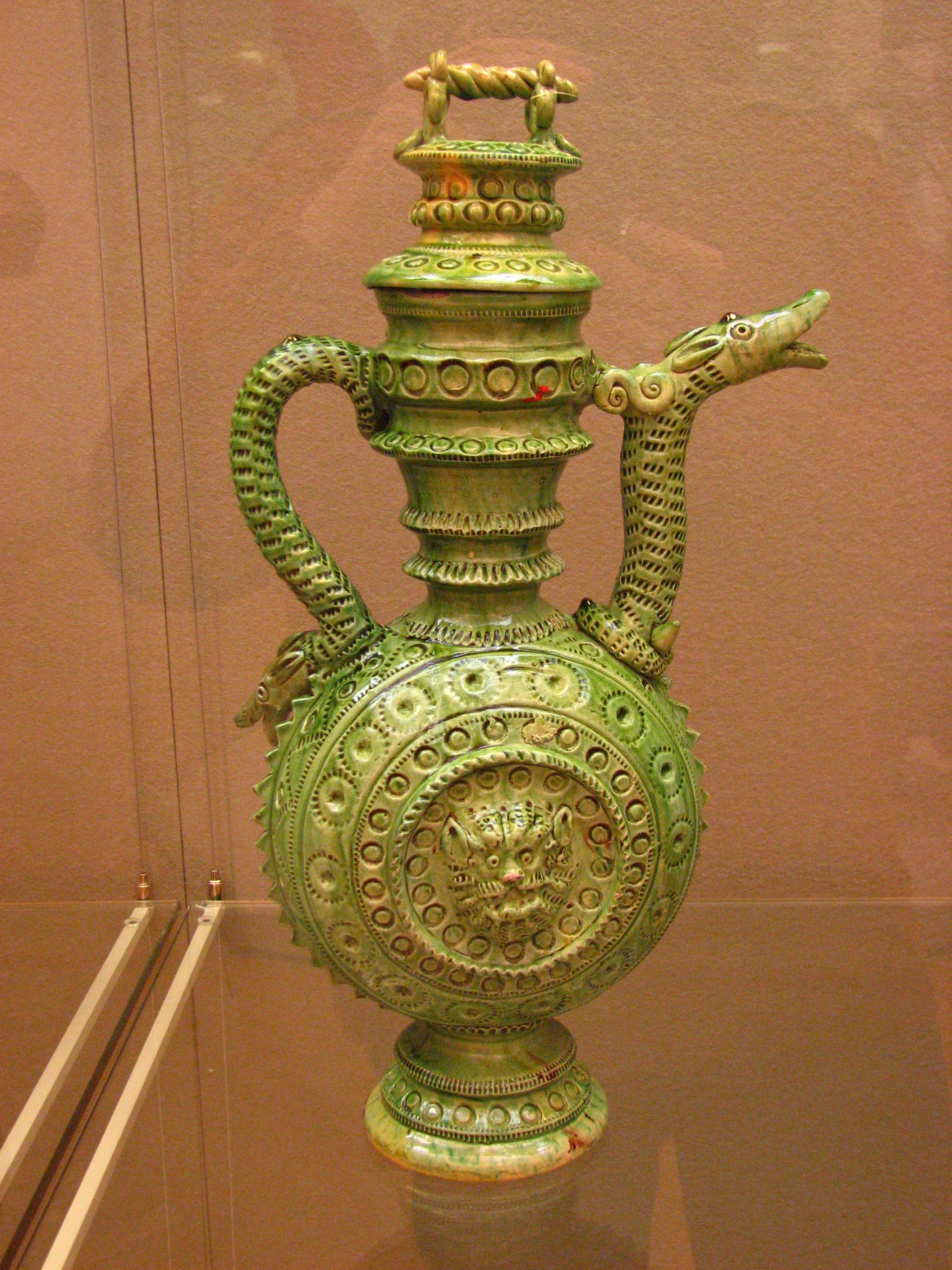
Скопинский квасник
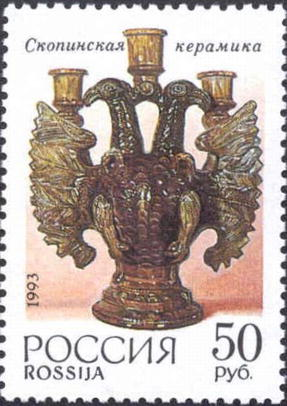
Почтовая марка. Подсвечник «Орел».